# Damn Yankees
Damn Yankees fue un supergrupo formado en Nueva York, Estados Unidos. Son recordados por su hit de 1990, "High Enough" número 3 en Billboard Hot 100.

## Historia
Los integrantes de Damn Yankees fueron Jack Blades de Night Ranger (voces, bajo), Tommy Shaw de Styx (voces, guitarra rítmica), Ted Nugent solista en ese momento y antiguo miembro de The Amboy Dukes (guitarra líder, voces), y el baterista Michael Cartellone (Lynyrd Skynyrd).
Acompañados por el célebre productor de rock Ron Nevison, la nueva banda lanza su primer álbum, también llamada Damn Yankees, obteniendo doble disco de platino en 1990. El disco tuvo buena acogida, canciones como la power ballad High Enough se ubicaron al tope de los conteos, éxito que también compartió su video. Otros éxitos fueron coming of age, que se ubicó el top 40 dentro de las listas AOR. La fusión de las clásicas tonadas Hard rock de Ted Nugent de aquel Motor City Mandman, junto a las grandes melodías rítmicas de la guitarra de Tommy Shaw, junto a la voz de Blades crearon una excelente combinación, hecho que ayudó a que Hollywood escogiera sus canciones para sus películas, apareciendo entre otras en la banda sonora de Gremlins 2. La gira de promociòn duró año y medio, compartiendo cartel con bandas como Bad Company, Poison y Jackyl.
En 1992 repiten su éxito con Don't Tread que también alcanza doble platino. Su canción también llamada Don't Tread On Me alcanza un extenso cubrimiento durante los Juegos Olímpicos de 1992 en Barcelona. Sin embargo el disco no tuvo hits tan impactantes como su primer disco, sobresaliendo Where You Goin' Now o Silence is Broken que alcanzaron el top 10 en las listas AOR, siendo esta última soundtrack de la película de Jean Claude Van Dame, Nowhere To Run.
Para 1993 Nugent reactiva su carrera como solista, y a pesar del hecho de que Shaw y Blades pretenden continuar, el grupo sucumbe ante la falta de apoyo por parte de las disqueras, que se concentraban por ese entonces en al auge del Grunge y del Rock Alternativo. En 1995 Shaw y Blades lanzan sin mucho apoyo su álbum Hallucination, cuyo éxito I’ll Always Be With You sobresaldría en las listas AOR, sin embargo no fue suficiente, y cada uno regresaría a sus bandas de origen. Michael Cartellone se uniría a la legendaria banda de rock Lynyrd Skynyrd a finales de los 90.
Aunque se trabajó en el tercer álbum de Damn Yankees, éste nunca fue editado, utilizando dicho material en los álbumes en solitario de los diferentes miembros de la banda; en palabras de Jack Blade: “Sí que es cierto que grabamos ese disco, pero el sello nos estaba presionado mucho para que lo hiciéramos y no salió como esperábamos. Utilizamos al productor equivocado…todo estaba mal, así que decidimos no editarlo porque no lo hicimos con convencimiento ni corazón. Algunos temas aparecieron en el LP de Tommy; en el mío… como ‘Shine On’, que la escribimos Tommy y yo para ese tercer disco de DAMN YANKEES. Ted también utilizó algo… ” (http://www.rafabasa.com/?p=8428)
En enero de 2010, los miembros originales de Damn Yankees realizaron un show sorpresa en el que interpretaron un set acùstico, con canciones como High enough y Cat Scratch Fever de Nugent, en Anaheim, California.

## Discografía

### Álbumes
- Damn Yankees—(1990)
- Don't Tread—(1992)

### Sencillos
| Año  | Sencillo              | Posición en listas | Posición en listas |
| Año  | Sencillo              | US Hot 100         | US Main Rock       |
| ---- | --------------------- | ------------------ | ------------------ |
| 1990 | "High Enough"         | 3                  | 2                  |
| 1990 | "Coming of Age"       | 60                 | 1                  |
| 1991 | "Come Again"          | 50                 | 5                  |
| 1991 | "Runaway"             | —                  | 9                  |
| 1991 | "Bad Reputation"      | —                  | 31                 |
| 1992 | "Where You Goin' Now" | 20                 | 6                  |
| 1992 | "Don't Tread On Me"   | —                  | 3                  |
| 1993 | "Silence Is Broken"   | 62                 | 20                 |
| 1993 | "Mister Please"       | —                  | 3                  |

### Vídeos musicales
| Año  | Video                 | Director      |
| ---- | --------------------- | ------------- |
| 1990 | "High Enough"         | Larry Jordan  |
| 1990 | "Coming of Age"       | Ethan Russell |
| 1991 | "Come Again"          |               |
| 1991 | "Where You Goin' Now" | Larry Jordan  |
| 1993 | "Silence Is Broken"   |               |